# Gena Lee Nolin
Gena Lee Nolin (Duluth, 29 november 1971) is een Amerikaanse actrice en model.
Nolin begon haar acteercarrière in 1995 bij Baywatch. Hierin speelde ze tot en met 1999 de rol van Neely Capshaw. In 2000 speelde ze Sheena in de gelijknamige tv-serie, die gebaseerd is op het boek 'Sheena, Queen of the Jungle'. In 2003 keerde ze terug naar Baywatch voor de film Baywatch: Hawaiian Wedding. Nolin verscheen in verschillende mannenbladen waaronder FHM, Stuff en Maxim. In 2001 poseerde Nolin voor Playboy.
- Biblioteca Nacional de España: XX4835601
- International Standard Name Identifier: 0000 0000 7164 8024
- Library of Congress Control Number: n2013012843
- Virtual International Authority File: 100934732
- WorldCat: E39PBJfrQwKccQmRgtfWGPfrMP